# Oncopsis nigritus
Oncopsis nigritus är en insektsart som beskrevs av Melichar 1914. Oncopsis nigritus ingår i släktet Oncopsis och familjen dvärgstritar. Inga underarter finns listade i Catalogue of Life.